# Institut za fiziku
Institut za fiziku u Zagrebu javni je institut za znanstvena istraživanja u teorijskoj i eksperimentalnoj fizici čvrstog stanja, fizici površina, statističkoj fizici, biološkoj fizici, atomskoj i molekularnoj fizici i fizici plazme.
Institut se nalazi u Bijeničkoj ulici 46.
Institut je osnovan kao sastavnica Sveučilišta u Zagrebu na temelju mišljenja Savjeta za naučni rad SR Hrvatske i odluke Sveučilišnog vijeća koju je 9. veljače 1960. potvrdio Sveučilišni savjet. Planirano je da se istraživanja na Institutu odvijaju u tijesnoj suradnji s Institutom Ruđer Bošković, uz znanstvenu komplementarnost, što je poslije pet godina i formalizirano osnivanjem Zajednice instituta prirodnih nauka SR Hrvatske. Težište rada stavljeno je na fiziku čvrstoga stanja, a u manjoj mjeri i na fiziku izboja u plinovima. Institut se sastoji od tri povezana paviljona, sagrađena u blizini Instituta Ruđer Bošković na zemljištu koje je bilo predviđeno za Prirodoslovno-matematički fakultet, prema projektu Arhitektonskog biroa Centar 51 pod vodstvom Kazimira Ostrogovića. Institut u osnivanju opremljen je vrijednim uređajima, dijelom nabavljenim u inozemstvu, a dijelom izrađenim u Jugoslaviji.
Istraživanja su posvećena fizici metala i poluvodiča te spektroskopiji za određivanje vjerojatnosti prijelaza u plinovima. S Tvornicom poluvodiča Radioindustrije Zagreb (RIZ) sklopljen ugovor o suradnji i opremanju laboratorija skupom specijalnom opremom. Za potrebe obrazovanja mladih fizičara osnovani su studentski laboratoriji za fiziku čvrstog stanja, atomsku fiziku, nuklearnu fiziku, dozimetriju i zaštitu od zračenja, elektroniku i nuklearnu elektroniku u kojima su studenti mogli izrađivati i svoje diplomske, magistarske i doktorske radove. Primljene su i donacije UNESCO-a, Međunarodne atomske agencije iz Beča, francuske vlade...
Promjenom Zakona o znanosti 1993. godine Institut godine postaje javni institut u vlasništvu Republike Hrvatske, a službeno mijenja ime iz Institut za fiziku Sveučilišta (IFS) u Institut za fiziku (IF) promjenom statuta 1997. godine.
Institutom upravljaju upravno vijeće, ravnatelj i znanstveno vijeće, a ocjenjuje ga međunarodni znanstveni savjet.

### Znanstvenici
Na Institutu je stalno zaposleno oko 40 znanstvenika u raznim znanstvenim zvanjima. Najcitiraniji znanstvenici potekli s Instituta s više od 1500 citata tijekom karijere prema podacima dostupnim u Googleovoj bazi Scholar, uz stanje u kolovozu 2023. godine:
| - Babić, Emil (3300) - Barišić, Osor (1700) - Barišić, Slaven (2500) - Batistić, Ivo (2000) - Biljaković, Katica (2600) - Forro, Laszlo (37800) - Gumhalter, Branko (2700) - Hamzić, Amir (5100) | - Kralj, Marko (2600) - Milat, Ognjen (1900) - Milošević, Slobodan (2600) - Milun, Milorad (3000) - Pervan, Petar (2800) - Petravić, Mladen (3000) - Pichler, Goran (4300) - Pletikosić, Ivo (3300) | - Smontara, Ana (1600) - Šiber, Antonio (1800) - Šunjić, Marijan (2000) - Tomić, Silvia (2800) - Tutiš, Eduard (2500) - Vala, Tonica (9300) - Zlatić, Veljko (4100) |

## Poveznice
- Službene stranice Instituta za fiziku  Arhivirana inačica izvorne stranice od 7. lipnja 2023. (Wayback Machine)